# École spéciale de mécanique et d'électricité
La École spéciale de mécanique et d'électricité (escuela especial en mecánica y eléctrica, también conocida como ESME o ESME-Sudria) es una de las más históricas escuelas de ingenieros de Francia. Está emplazada en Ivry-sur-Seine, en la región parisiense,  París, Burdeos, Lille y Lyon. Posee el estatus de "Grandes Escuelas". También es miembro de la conferencia de grandes écoles (CGE), y del IONIS Education Group. Forma principalmente ingenieros generalistas de muy alto nivel, destinados principalmente para el empleo en las empresas.

## Historia
La Escuela fue fundada en 1905 por Joachim Sudria. En 2006, el grupo IONIS Education Group compró la escuela.

## Antiguos alumnos
- Marie-Louise Paris (promoción 1921), fundador de la 'École Polytechnique Féminine (EPF) en 1925 ;
- Marc Sellam (promoción 1974), fundador y presidente de IONIS Education Group en 1980 ;
- Bernard Di Tullio (promoción 1974) presidente de Technip ;
- Alain Goga (promoción 1976) gerente general de Alstom Transport ;
- Guy Lacroix (promoción 1976) presidente de Inéo.